# Донтеј Дрејпер
Донтеј Дрејпер (енгл. Dontaye Draper; Балтимор, 10. август 1984) је бивши амерички кошаркаш. Играо је на позицији плејмејкера. Као натурализовани кошаркаш је наступао за репрезентацију Хрватске.

## Клупска каријера
Дрејпер је студирао на универзитету Чарлстон (2003–2007). Није изабран на НБА драфту 2007. Свој први професинални ангажман имао је у Аустралији у екипи Сиднеј Кингса. Сезону 2008/09. почиње као појачање француског Јер-Тулона, али их већ у децембру исте године напушта и одлази у Остенде.
Сезону 2009/10. проводи у италијанском друголигашу Веролију. У лето 2010. долази у хрватску Цедевиту. Ту проводи две сезоне и пружа сјајне партије. Водио је тим до фајнал-фора Еврокупа у сезони 2010/11. и био је проглашен МВП-јем тог такмичења. У августу 2012. одлази у Реал Мадрид.
У јулу 2014. је потписао двогодишњи уговор са Анадолу Ефесом. Након једне сезоне напушта Ефес и прелази у Локомотиву Кубањ. Играо је затим поново за Реал Мадрид, а последњи клуб му је био Реал Бетис.

## Репрезентација
Године 2011, је добио хрватско држављанство. Са репрезентацијом Хрватске је наступао на три Европска првенства – 2011, 2013. и 2015. године.

## Успеси

### Клупски
- Цедевита:
  - Куп Хрватске (1): 2012.
- Реал Мадрид:
  - Првенство Шпаније (1): 2012/13.
  - Куп Шпаније (2): 2014, 2017.
  - Суперкуп Шпаније (2): 2012, 2013.
- Анадолу Ефес:
  - Куп Турске (1): 2015.

### Појединачни
- Најкориснији играч Еврокупа (1): 2010/11.
- Идеални тим Еврокупа - прва постава (1): 2010/11.